# Salmisaari (ö i Norra Savolax, Kuopio, lat 62,79, long 27,44)
Salmisaari är en ö i Finland. Den ligger i sjön Laukaanjärvi och i kommunen Kuopio i den ekonomiska regionen  Kuopio ekonomiska region  och landskapet Norra Savolax, i den centrala delen av landet, 300 km norr om huvudstaden Helsingfors. Öns area är 3,3 hektar och dess största längd är 290 meter i öst-västlig riktning.